# Меннерс, Томас, 1-й граф Ратленд
Томас Меннерс (англ. Thomas Manners; около 1497 — 20 сентября 1543) — английский аристократ, 12-й барон де Рос с 1513 года, 1-й граф Ратленд с 1525 года.

## Биография
Томас Меннерс был сыном сэра Джорджа Мэннерса, 11-го барона де Роса, и его жены Анны Сент-Леджер, внуком сэра Томаса Сент-Леджера и Анны Йоркской. Таким образом, королям Эдуарду IV и Ричарду III он приходился внучатым племянником, а королю Генриху VIII — троюродным братом.
В 1513 году, после смерти отца, Томас Меннерс унаследовал титул барона де Рос и обширные семейные владения (вероятно, в возрасте 16 или 17 лет). Он был впервые вызван в парламент в 1515 году. Барон был на Поле золотой парчи в 1520 году и на встрече короля Англии Генриха VIII с императором Карлом V. В декабре 1521 года он стал виночерпием короля. В январе 1522 года был назначен стюардом Пикеринга, Йоркшир, и с апреля по октябрь того же года занимал пост лорда-хранителя Восточных марок, на котором его сменил Генри Перси, 6-й граф Нортумберленд. 12 июля 1524 года получил должность смотрителя Шервудского леса, которая впоследствии стала практически наследственной в его семье. 24 апреля 1525 года стал кавалером Ордена Подвязки, а 18 июня 1525 года — графом Ратлендом (этот титул прежде носили его предки из Йоркской династии).
Меннерс был фаворитом короля Генриха VIII и получил множество грантов, в том числе пост хранителя Энфилд-Чейза 12 июля 1526 года и замок Бельвуар, который остается главной резиденцией его потомков. 11 октября 1532 года он высадился вместе с королем во Франции. Он присутствовал на коронации Анны Болейн в 1533 году, а позже участвовал в суде над ней. Ратленд командовал разгромом Благодатного паломничества совместно с графами Хантингдоном и Шрусбери.
Сэр Томас был управляющим многих монастырей, причём некоторые из них были основаны его предками. Поэтому при роспуске монастырей он получал многочисленные пожалования монастырской собственности. В Лестершире он получил в обмен Чарли, Гаррадон и Крокстон; в Йоркшире он получил в обмен Беверли, Вартер и Риво. Вместе с Робертом Тирвитом он приобрел Бельвуар, Игл и Кайм в Линкольншире, а в Йоркшире женский Бернхем.
Когда Анна Клевская приехала в Англию, чтобы выйти замуж за короля, граф был назначен её лордом-камергером. В 1542 году он стал констеблем Ноттингемского замка. Меннерс снова отправился на границу 7 августа 1542 года в качестве смотрителя границ, но был отозван из-за болезни в ноябре того же года. Томас Меннерс умер 20 сентября 1543 года и был похоронен в Боттсфордской церкви в Лестершире.

## Браки и потомство

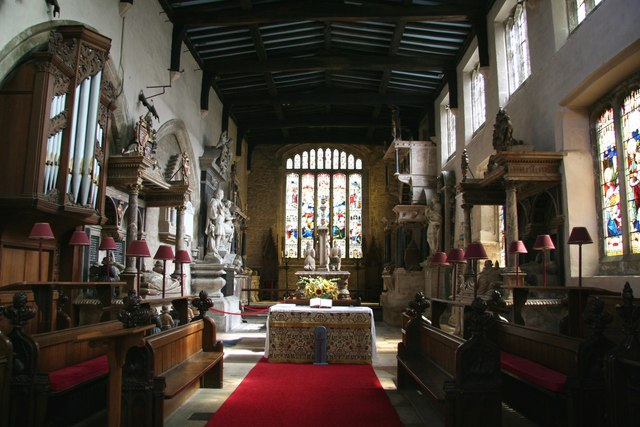
Вид на алтарь церкви Святой Марии в Боттсфорде с его многочисленными памятниками графам и герцогам Ратленд

Граф Ратленд был дважды женат. Примерно в 1512 году он женился на Элизабет Ловелл, дочери сэра Роберта Ловелла. В 1513 году он развёлся, а примерно в 1523 году женился на Элеонор Пастон (ок. 1495—1551), дочери сэра Уильяма Пастона из Норфолка. В этом браке родились:
- Генри Меннерс, 2-й граф Ратленд (1526 — 17 сентября 1563), старший сын и преемник отца;
- Сэр Джон Меннерс (ок. 1534 — 4 июня 1611), из Хаддон-Холла, Дербишир, муж Дороти Вернон, дед Джона Меннерса, 8-го графа Ратленда;
- Сэр Томас Меннерс, дед Томаса Вавасура, 1-го баронета;
- Роджер Меннерс (? — 1607), эсквайр, умер холостяком;
- Оливер Меннерс (? — 1563), эсквайр;
- Гертруда Меннерс (ок. 1525 — январь 1567), жена Джорджа Толбота, 6-го графа Шрусбери;
- Энн Меннерс (? — после 29 июня 1549), жена Генри Невилла, 5-го графа Уэстморленда;
- Фрэнсис Меннерс (ок. 1530 — сентябрь 1576), жена Генри Невилла, 6-го барона Бергавенни.
- Кэтрин Меннерс, жена сэра Генри Капелла;
- Элизабет Меннерс (ок. 1530 — 8 августа 1570), жена сэра Джона Сэвиджа из Роксэвиджа, бабка Томаса Сэвиджа, 1-го виконта Сэвиджа;
- Изабель Маннерс, умерла молодой.